# 安德鲁·辛普森
安德鲁·辛普森，MBE[?]（全名Andrew James Simpson，译作安德鲁·詹姆斯·辛普森，1976年12月17日—2013年5月9日），英国帆船运动员，2008年夏季奥林匹克运动会帆船比赛－男子星级龙骨艇项目冠军，於2013年5月9日在美国旧金山湾进行赛前训练时意外身亡。

## 生平

### 早年生活
1976年12月17日，辛普森出生于英国萨里郡Chertsey，之后不久便搬至多塞特郡Sherborne并在那里长大，大约四五岁时，辛普森第一次从祖父那里接触到了航海知识的启蒙。六岁时，在航海爱好者的父亲基思（Keith）的带领下，辛普森第一次登上小艇开启了自己的航海生涯。很快，辛普森的过人天赋被英国皇家帆船协会著名教练吉姆·索顿斯托尔（Jim Saltonstall）发现，Jim Saltonstall将他带入青年队并亲自执教，成为了这位日后世界冠军的启蒙教练。
值得一提的是，辛普森儿时的玩伴及队友伊恩·珀西，后来也成为著名的帆船运动员，两人在日后有过多年的共同训练与合作经历，结下了终身的友谊。
之后，辛普森进入伯克郡的潘伯尼学院（Pangbourne College），这是一间混合制寄宿学校，在教授常规教育的同时，又是世界知名的帆船教育学校，经历了数年求学之后，辛普森最终考入伦敦大学学院并取得经济学学士学位。

### 职业生涯
辛普森最早开始竞赛类帆船项目的级别是激光级，后转至重型芬兰人级，2003年国际帆船总会在西班牙加的斯举行的帆船世界锦标赛上，辛普森一举多得芬兰人级项目铜牌，他的训练队友本·安斯利获得该项目金牌，两人的贡献也帮助英国队位列奖牌榜首。
之后辛普森开始与伊恩·珀西合作，转入双人星级项目。2007年，两人在葡萄牙卡斯凯什举行的帆船世界锦标赛上获得铜牌并获得奥运会参赛资格，最终两人再次合作，成功获得2008年北京奥运会男子星级龙骨艇项目金牌，也成为辛普森的第一个世界冠军头衔。
2010年，在巴西里约热内卢举行的帆船世界锦标赛上，辛普森与珀西合作再次登顶，获得第二个世界冠军头衔。2012年伦敦奥运会上，两人驾驶的帆船几乎领先全程，但在最终冲刺阶段被瑞典队赶超，未能卫冕成功，遗憾获得银牌。
辛普森与珀西的正式竞赛合作长达5年之久，两人合作参加的世界级比赛几乎全部获得了奖牌。
由于国际帆船总会早在2011年即作出正式决定，自2016年夏季奥运会起取消帆船星级项目。在结束2012年伦敦奥运会之后，辛普森和珀西便将注意力转向了将在2013年9月举行的第34届美洲杯帆船赛，两人共同加盟了瑞典Artemis Racing俱乐部，辛普森也在2013年3月举家牵往旧金山开始了长达半年的赛前训练。

### 意外逝世
2013年5月9日，安德鲁·辛普森随Artemis Racing队在旧金山湾海域进行训练，他和另外12名队友共同驾驶的一艘AC72级双体船，该船的实体翼状帆意外翻转并摔成碎片，导致船体倾覆，辛普森被困船底水中长达近10分钟，救援人员将其救起后，现场医生先是在海面上后转至岸上当场展开抢救，但仍未能成功，辛普森不幸身亡。截至目前，事故原因尚未查明，美国海岸警卫队已协同旧金山警方与美洲杯赛事管理机构展开相关调查。
辛普森的意外离世，美洲杯帆船赛所采用的AC72级别帆船项目的安全性再次饱受质疑，AC72级是2010年之后为了提高帆船速度，增加电视转播的观赏性，而设立的新级别赛事。2012年10月，美国甲骨文队（Oracle Racing）采用AC72级帆船在旧金山湾海域进行训练时也发生过一起严重的倾覆事故，所幸未造成人员伤亡。辛普森事故发生之后，《纽约时报》的克里斯托弗·克拉里（Christopher Clarey）对AC72级别帆船评价为“高速度、高风险”。英国奥运帆船队的负责人斯蒂芬·帕克（Stephen Park）评论说“这种船需要非常高的供电负荷......而很多时候又需要驶入杳无人迹的水域航行。很多设备都是新式设备，没有经过足够的检测也未有可供参考的经验。”帆船专业记者斯图尔特·亚历山大（Stuart Alexander）在《独立报》更是直截了当地指出，AC72级帆船是“死亡陷阱”。
辛普森是美洲杯帆船赛赛前训练阶段意外去世的第三人。第一人是1935年的一位英国选手；第二人是1999年西班牙选手马丁·维兹奈尔（Martin Wizner），被飞出的设备碎片击中了头部。

## 荣誉及评价
因与美国动画电视剧《辛普森一家》中的主角巴特·辛普森重名，他经常被亲切地昵称为巴特。
在获得2008年奥运会当年底的2009年新年授勋名单中，辛普森被授予大英帝国勋章员佐勋章^ 。